# Hesperentomon dianicum
Hesperentomon dianicum är en urinsektsart som beskrevs av Yin, Xie och Imadaté 1994. Hesperentomon dianicum ingår i släktet Hesperentomon och familjen Hesperentomidae. Inga underarter finns listade i Catalogue of Life.